# 24024 Lynnejohnson
24024 Lynnejohnson este un asteroid din centura principală de asteroizi.

## Descriere
24024 Lynnejohnson este un asteroid din centura principală de asteroizi. A fost descoperit pe 9 septembrie 1999 la Socorro, New Mexico, în cadrul proiectului LINEAR. Asteroidul prezintă o orbită caracterizată de o semiaxă mare de 2,43 ua, o excentricitate de 0,16 și o înclinație de 7,6° în raport cu ecliptica.